# 元亨 (大理)
元亨（げんこう）は、雲南に興った後理国の段智興の時代に使用された元号。1185年 - 1194年。